# مستشفى أريا-جافرسون
مستشفى جافرسون يضم الآن مسشتفى أريا (المعروف سابقًا باسم Frankford Health Systems ، ) ويؤلفان نظامًا للرعاية الصحية في شمال شرق فيلادلفيا ومقاطعة لوز باكز، يتألف من ثلاثة مستشفيات وعدد من العيادات الخارجية.

## مستشفى جيفرسون فرانكفورد
مجمع فرانكفورد، المعروف الآن باسم مستشفى جيفرسون فرانكفورد ، افتتح في 4 يوليو 1903. مجمع فرانكفورد هو مستشفى طبي وجراحي عام يضم 485 سريراً. في العام الماضي مع البيانات المتوفرة، كان للمستشفى 131188 زيارة لقسم الطوارئ، و7668 مريضا داخليا و 116161 عملية جراحية للمرضى الخارجيين.

## مستشفى جيفرسون توريسديل
في عام 1977، افتتح مجمع توريسديل، المعروف الآن باسم مستشفى جيفرسون توريسديل ، في شمال شرق فيلادلفيا. وهو مستشفى يضم 258 سريراً ومركزًا لعلاج الصدمات من المستوى الثاني. يحتوي المجمع على مواقف للسيارات تسع 1300 سيارة. كما يحوي أيضًا عددًا من عيادات الرعاية الطارئة.
بدأ العمل في عام 2013 لإنشاء قسم جديد للطوارئ ومرآب للسيارات، بتكلفة 37 مليون دولار. زاد التوسع من حجم قسم الطوارئ إلى 42 سريرا. تم تصنيف مستشفى جيفرسون توريسديل في فيلادلفيا بولاية بنسلفانيا على مستوى عالٍ من الأداء في إجراءات ورعاية البالغين، وفقًا لتقرير يو إس نيوز آند وورلد ريبورت. يعد مرفق طبي وجراحي عام. سجل درجة عالية في سلامة المرضى، مما يدل على الالتزام بتقليل الحوادث والأخطاء الطبية.

## مستشفى جيفرسون باكز

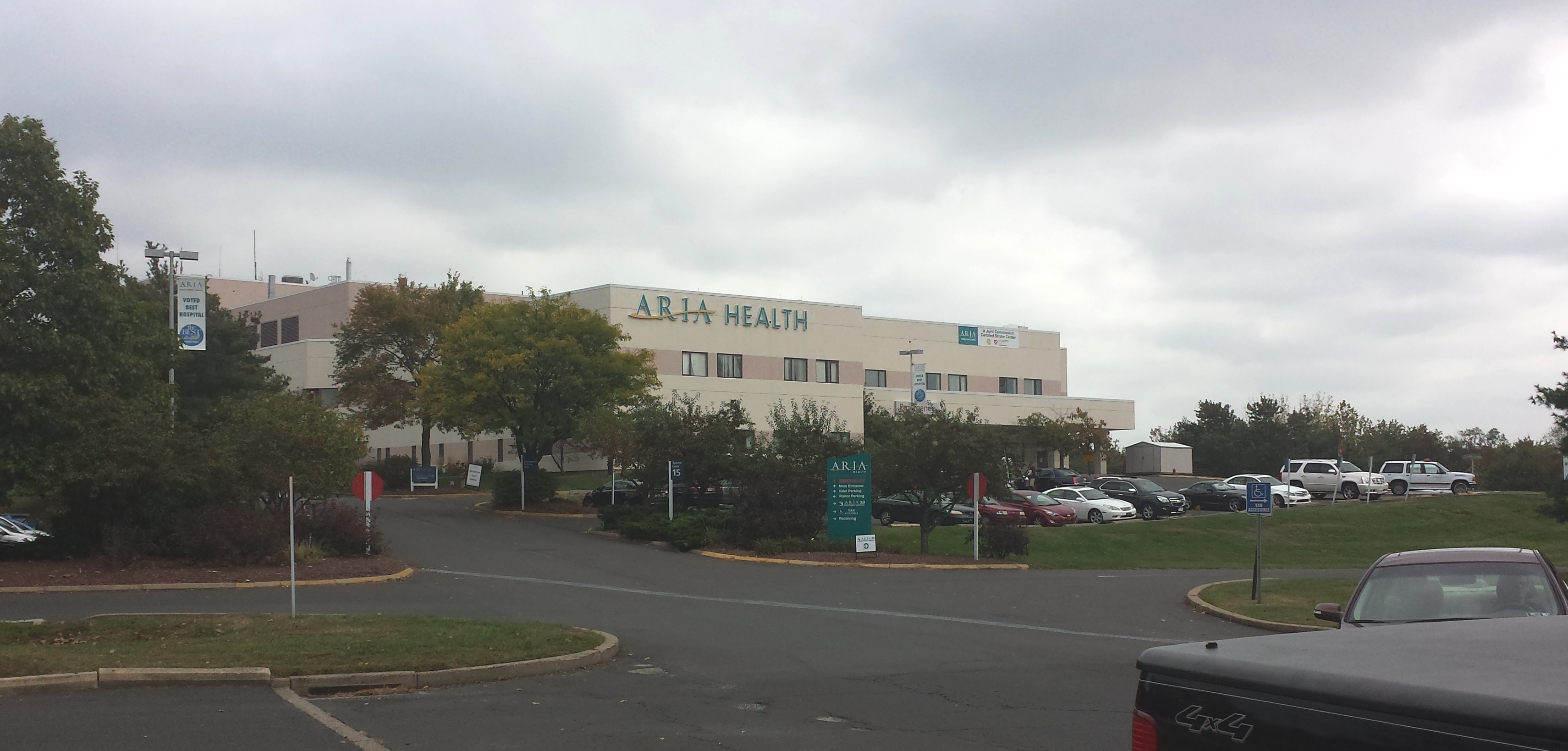
مستشفى جيفرسون باكز ، يقع في لانجهورن ، بنسلفانيا

في عام 1999، استحوذ مركز أريا الصحي على ما يسمى الآن مستشفى جافرسون باكز . وهو مستشفى مكون من 112 سريرًا في لانجهورن بولاية بنسلفانيا.
سعت مؤسسة أريا الصحية لبناء منشأة جديدة بسعة 229 سريرًا تحل محل مستشفى مقاطعة باكز. عارض السكان المحليون هذا المشروع، بسبب المخاوف من الازدحام المروري. في عام 2013، اقترحت مؤسسة أريا خططًا لـ «قرية الرعاية الصحية»، وهي منشأة تقدم خدمات رعاية صحية متعددة، والتي قد يكون لها تأثير أقل على البيئة وازدحام المرور.

## الدراسات العليا التعليم الطبي
سابقًا، قدمت مؤسسة أريا عددا من برامج الإقامة في مجال تقويم العظام، كانت جميعها معتمدة من قبل جمعية العظام الأمريكية. تستضيف مؤسسة أريا برامج الإقامة في طب الأسرة،  الطب الباطني،  طب الطوارئ،  وجراحة علاج الأطفال،  بما في ذلك برنامجين مشتركين للإقامة: واحد في الطب الباطني والطوارئ  وآخر في الأسرة وطب الطوارئ.
تدير مؤسسة أريا أيضًا برنامج زمالة الرعاية الحرجة.